# Myrmarachne japonica
Myrmarachne japonica är en spindelart som först beskrevs av Karsch 1879.  Myrmarachne japonica ingår i släktet Myrmarachne och familjen hoppspindlar. Inga underarter finns listade i Catalogue of Life.